# Championnats nationaux de cyclisme sur route en 2005
Navigation
2004 2006
Les championnats nationaux de cyclisme sur route en 2005  ont commencé dès janvier pour  l'Australie et la Nouvelle-Zélande. La plupart des championnats nationaux de cyclisme ont eu lieu aux mois de juin et juillet.

## Principaux champions 2005

### Élites hommes
| Pays               | Course en ligne        | Contre-la-montre        |
| ------------------ | ---------------------- | ----------------------- |
| Allemagne          | Gerald Ciolek          | Michael Rich            |
| Argentine          | Gustavo Toledo         | Guillermo Brunetta      |
| Australie          | Robbie McEwen          | Nathan O'Neill          |
| Autriche           | Gerrit Glomser         | Hans-Peter Obwaller     |
| Belgique           | Serge Baguet           | Marc Wauters            |
| Biélorussie        | Aliaksandr Kuschynski  | Vasil Kiryienka         |
| Bolivie            | Horacio Gallardo       |                         |
| Brésil             | Roberson Silva         | Pedro Nicácio           |
| Canada             | François Parisien      | Svein Tuft              |
| Chili              | Juan Francisco Cabrera |                         |
| Colombie           | Walter Pedraza         | Iván Parra              |
| Costa Rica         | Paulo Vargas           | Federico Ramírez Mendez |
| Croatie            | Matija Kvasina         | Martin Cotar            |
| Danemark           | Lars Bak               | Michael Blaudzun        |
| Espagne            | Juan Manuel Gárate     | José Iván Gutiérrez     |
| Estonie            | Jaan Kirsipuu          | Jaan Kirsipuu           |
| États-Unis         | Chris Wherry           | Chris Wherry            |
| Finlande           | Jussi Veikkanen        | Tommi Martikainen       |
| France             | Pierrick Fédrigo       | Sylvain Chavanel        |
| Grande-Bretagne    | Russell Downing        | Stuart Dangerfield      |
| Hongrie            | Laszlo Garamszegi      | Csaba Szekeres          |
| Irlande            | David O'Loughlin       | David McCann            |
| Israël             | Maxim Burlutsky        | Gali Ronen              |
| Italie             | Enrico Gasparotto      | Marco Pinotti           |
| Japon              | Hidenori Nodera        | Makoto Iijima           |
| Kazakhstan         | Alexandre Vinokourov   | Dmitriy Muravyev        |
| Lettonie           | Aleksejs Saramotins    | Raivis Belohvoščiks     |
| Lituanie           | Aivaras Baranauskas    | Raimondas Rumšas        |
| Luxembourg         | Fränk Schleck          | Andy Schleck            |
| Norvège            | Morten Christiansen    | Thor Hushovd            |
| Nouvelle-Zélande   | Gordon McCauley        | Robin Neil Reid         |
| Ouzbékistan        | Sergueï Lagoutine      | Sergueï Lagoutine       |
| Pays-Bas           | Léon van Bon           | Thomas Dekker           |
| Pologne            | Adam Wadecki           | Piotr Mazur             |
| Portugal           | Joaquim Adrego Andrade | Cândido Barbosa         |
| République tchèque | Ján Svorada            | Ondřej Sosenka          |
| Russie             | Serguei Ivanov         | Maxim Belkov            |
| Slovaquie          | Martin Prázdnovský     | Matej Jurčo             |
| Slovénie           | Mitja Mahorič          | Gregor Gazvoda          |
| Suède              | Jonas Ljungblad        | Viktor Renäng           |
| Suisse             | Martin Elmiger         | Fabian Cancellara       |
| Ukraine            | Mikhaylo Khalilov      | Andriy Grivko           |
| Venezuela          | Wilmer Vásquez         |                         |

### Élites femmes
| Pays               | Course en ligne            | Contre-la-montre            |
| ------------------ | -------------------------- | --------------------------- |
| Afrique du Sud     | Ronel Van Wyk              | Anke Moore                  |
| Allemagne          | Regina Schleicher          | Judith Arndt                |
| Argentine          | Paola Toane                | Valeria Müller              |
| Australie          | Lorian Graham              | Oenone Wood                 |
| Autriche           | Andrea Graus               | Christiane Soeder           |
| Belgique           | Corine Hierckens           | Natacha Maes                |
| Biélorussie        | Tatsiana Sharakova         | Tatsiana Sharakova          |
| Brésil             | Clemilda Fernandes         | Camila Rodrigues            |
| Canada             | Geneviève Jeanson          | Susan Palmer-Komar          |
| Danemark           | Dorte Rasmussen            | Dorte Rasmussen             |
| Espagne            | María Isabel Moreno        | Eneritz Iturriagaechevarria |
| États-Unis         | Katheryn Curi              | Kristin Armstrong           |
| Finlande           | Pia Sundstedt              | Tiina Nieminen              |
| France             | Magali Le Floc'h           | Edwige Pitel                |
| Grande-Bretagne    | Nicole Cooke               | Julia Shaw                  |
| Grèce              | Anastasia Pastourmatzi     | Anastasia Pastourmatzi      |
| Hongrie            | Mónika Király              |                             |
| Irlande            | Siobhan Horgan             |                             |
| Italie             | Silvia Parietti            | Tatiana Guderzo             |
| Japon              | Miho Oki                   | Miyoko Karami               |
| Kazakhstan         | Zulfiya Zabirova           | Zulfiya Zabirova            |
| Lituanie           | Inga Cilvinaite            | Svetlana Pauliukaite        |
| Luxembourg         | Nathalie Lamborelle        |                             |
| Malte              | Stefania Magri             | Michelle Wood               |
| Norvège            | Anita Valen de Vries       | Anita Valen de Vries        |
| Nouvelle-Zélande   | Sarah Ulmer                | Sarah Ulmer                 |
| Pays-Bas           | Janneke Vos                | Suzanne de Goede            |
| Pologne            | Paulina Brzeźna-Bentkowska | Bogumiła Matusiak           |
| Portugal           | Isabel Caetano             |                             |
| République tchèque | Lada Kozlíková             | Lada Kozlíková              |
| Russie             | Julia Martisova            | Svetlana Boubnenkova        |
| Suède              | Susanne Ljungskog          | Emma Johansson              |
| Suisse             | Sereina Trachsel           | Karin Thürig                |
| Ukraine            | Valentyna Karpenko         | Iryna Shpylyova             |
| Venezuela          | Blendys Rojas              |                             |
| Zimbabwe           | Linda Davidson             |                             |